# El preu de la memòria

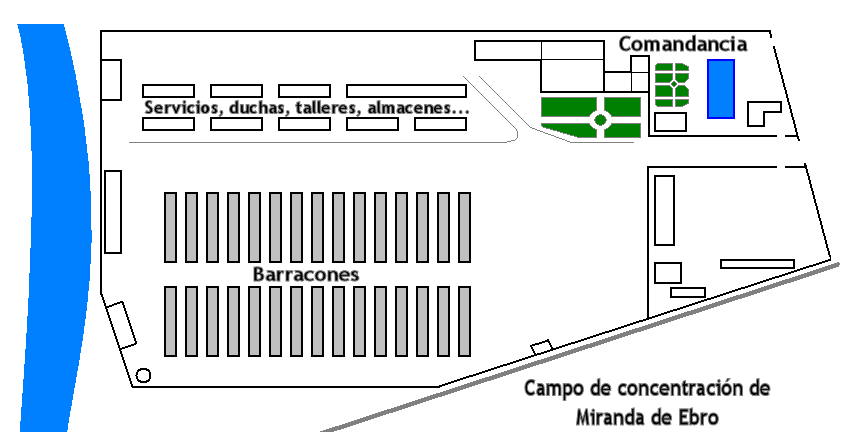
Croquis del Campo de Concentración de Miranda de Ebro.

El preu de la memòria, (el precio de la memoria) es un reportaje emitido el 3 de diciembre de 2000 por Televisió de Catalunya en el marco del programa 30 Minuts con motivo del 25 aniversario de la muerte de Franco.
El documental se centraba en las víctimas del franquismo y en él siete personas de diversas procedencias que lucharon en el bando republicano explicaban cómo fueron esos años en las cárceles, los campos de concentración, o los batallones de trabajadores. Las primeras indemnizaciones vinieron de la Generalidad de Cataluña. En 1990, el gobierno socialista también aprobó indemnizaciones a las víctimas del franquismo, pero mucha gente quedó fuera: no se reconocía la existencia de los campos de concentración ni de los batallones de trabajadores y se pedía una estancia mínima de tres años en prisión y haber cumplido los 65 años. De esta manera muchos de aquellos que lucharon al lado de la República no vieron reconocidos sus derechos ni tampoco acababa de llegar el reconocimiento de la memoria histórica.
Esto decía Joan Salvat en la presentación del documental:
"El preu de la memòria": "La libertad de los pueblos no se otorga, no llega sin esfuerzo, sin que haya personas que, por defender unas ideas de progreso y de libertad, hayan sido represaliadas. Si esto es verdad en general en el caso de España, también lo es en Cataluña. Todas estas personas tienen en común un único delito, haber luchado por defender la República y haber luchado contra Franco."
Hasta el año 2000, la Generalidad de Cataluña no reguló la concesión de indemnizaciones a las personas afectadas por los supuestos determinados en la Ley 46/1977, de 15 de octubre, de amnistía, y que habían quedado excluidas de los beneficios de la Ley estatal.